# Tom Kelly
Thomas Edward "Tom" Kelly (Nueva York, Nueva York, 5 de marzo de 1924-Santa Bárbara, California, 20 de marzo de 2008) fue un jugador de baloncesto estadounidense que disputó una temporada en la NBA, y dos más en la ABL. Con 1,83 metros de estatura, jugaba en la posición de base.

## Trayectoria deportiva

### Universidad
Jugó durante su etapa universitaria con los Violets de la Universidad de Nueva York, con los que consiguió llegar a la final del NIT en 1948.

### Profesional
Fue elegido en el Draft de la BAA de 1948 por Boston Celtics, con los que jugó una temporada, en la que promedió 7,1 puntos y 1,4 asistencias por partido.
Tras ser despedido por los Celtics, fichó por los Paterson Crescents de la ABL, con los que disputó dos temporadas, en las que promedió 8,6 y 3,1 puntos por partido, respectivamente.

#### Estadísticas en la BAA

##### Temporada regular
| Temporada | Edad | Equipo         | Liga | P  | TIT | MIN | TC  | TCA | %TC  | 3P | 3PA | %3P | TL  | TLA | %TL  | R.OF. | R.DEF. | REB | ASIS | ROB | TAP | PER | FP  | PTS |
| 1948-49   | 24   | Boston Celtics | BAA  | 27 |     |     | 2.7 | 8.1 | .335 |    |     |     | 1.7 | 2.7 | .616 |       |        |     | 1.4  |     |     |     | 2.7 | 7.1 |
| Total     |      |                | BAA  | 27 |     |     | 2.7 | 8.1 | .335 |    |     |     | 1.7 | 2.7 | .616 |       |        |     | 1.4  |     |     |     | 2.7 | 7.1 |